# Catolé do Rocha (microregio)
Catolé do Rocha is een van de 23 microregio's van de Braziliaanse deelstaat Paraíba. Zij ligt in de mesoregio Sertão Paraibano en grenst aan de microregio's Sousa, Pau dos Ferros (RN), Umarizal (RN), Médio Oeste (RN), Vale do Açu (RN) en Seridó Ocidental (RN). De microregio heeft een oppervlakte van ca. 3.038 km². In 2006 werd het inwoneraantal geschat op 108.186.
Elf gemeenten behoren tot deze microregio:
- Belém do Brejo do Cruz
- Bom Sucesso
- Brejo do Cruz
- Brejo dos Santos
- Catolé do Rocha
- Jericó
- Lagoa
- Mato Grosso
- Riacho dos Cavalos
- São Bento
- São José do Brejo do Cruz

Mesoregio's: Agreste Paraibano · Borborema · Mata Paraibana · Sertão Paraibano

Microregio's: Brejo Paraibano · Cajazeiras · Campina Grande · Cariri Ocidental · Cariri Oriental · Catolé do Rocha · Curimataú Ocidental · Curimataú Oriental · Esperança · Guarabira · Itabaiana · Itaporanga · João Pessoa · Litoral Norte · Litoral Sul · Patos · Piancó · Sapé · Seridó Ocidental · Seridó Oriental · Serra do Teixeira · Sousa · Umbuzeiro